# Пруїдзе Реваз Якович
Реваз Якович Пруїдзе (1923, місто Тифліс, тепер місто Тбілісі, Грузія — 23 липня 1970, місто Тбілісі, тепер Грузія) — радянський грузинський діяч, 1-й заступник голови Ради міністрів Грузинської РСР, міністр закордонних справ Грузинської РСР, секретар ЦК КП Грузії. Кандидат у члени Бюро ЦК КП Грузії в 1962—1965 роках. Член Бюро ЦК КП Грузії в 1965—1970 роках. Депутат Верховної ради Грузинської РСР. Депутат Верховної Ради СРСР 6-го і 8-го скликань.

## Біографія
Народився у квітні 1923 року в Тифлісі. У 1940 році закінчив середню школу.
З 1940 до 1941 року навчався в Грузинському державному індустріальному інституті імені Кірова в Тбілісі.
У 1941—1943 роках — у Червоній армії, учасник німецько-радянської війни. З жовтня 1942 до лютого 1943 року служив командиром протитанкової гармати, воював на Північно-Кавказькому фронті. У 1943 році демобілізований після поранення.
У травні 1943 — листопаді 1946 року — токар, технік, майстер Тбіліського авіаційного заводу імені Димитрова. Одночасно з 1944 року продовжував навчання в Грузинському державному політехнічному інституті.
Член ВКП(б) з 1947 року.
У 1948 році закінчив Грузинський державний політехнічний інститут.
У 1948—1953 роках — старший інженер із автотранспорту та механізації Грузинського управління цивільного повітряного флоту.
У 1953—1961 роках — інструктор ЦК КП Грузії, заступник завідувача промислово-транспортного відділу ЦК КП Грузії
У січні — вересні 1961 року — 1-й секретар Цхалтубського районного комітету КП Грузії; завідувач промислово-транспортного відділу ЦК КП Грузії.
У вересні 1961 — квітні 1965 року — 1-й секретар Тбіліського міського комітету КП Грузії.
9 квітня 1965 — 3 квітня 1970 року — секретар ЦК КП Грузії.
3 квітня 1970 — 23 липня 1970 року — 1-й заступник голови Ради міністрів Грузинської РСР та міністр закордонних справ Грузинської РСР.
Помер 23 липня 1970 року в Тбілісі.

## Нагороди
- орден Леніна
- медалі